# Jun Uchida
Jun Uchida (内田 潤?, Uchida Jun; Hyogo, 14 ottobre 1977) è un ex calciatore giapponese, di ruolo difensore.